# Music from Van-Pires
Music from Van-Pires es una banda sonora del grupo The John Entwistle Band, publicado por la compañía discográfica Pulsar Records en 2000. El álbum marcó el debut en estudio del grupo, así como el último trabajo de John Entwistle antes de su muerte en 2002, y sirvió como banda sonora de la serie de televisión de animación infantil Van Pires, que solo estuvo en antena entre 1997 y 1998, con un total de trece episodios emitidos. Varias canciones fueron recopiladas en el álbum So Who's the Bass Player? The Ox Anthology, pero no fue reeditado junto al resto de su catálogo musical en 2005.
El álbum incluyó canciones antiguas procedentes de sesiones de grabación de álbumes de The Who. Al respecto, «Bogey Man» fue compuesta durante la grabación de Who Are You en 1978, pero fue rechazada por el grupo. Una versión demo fue grabada junto a Keith Moon y archivada hasta que Entwistle revisó sus archivos para la grabación del programa de televisión Van Pires, al cual contribuyó. Cuando Steve Luongo, batería de The John Entwistle Band, escuchó la demo, reconoció la batería de Moon, y el grupo decidió grabar una nueva versión utilizando la pista de Moon.

## Lista de canciones
| N.º | Título                                                          | Duración |  |
| 1.  | «Horror Rock» (John Entwistle, Steve Luongo)                    | 2:55     |  |
| 2.  | «Darker Side of Night» (Entwistle, Luongo, Alan St. Jon (Levi)) | 4:22     |  |
| 3.  | «Sometimes» (Entwistle, Luongo, Levi)                           | 4:20     |  |
| 4.  | «Bogey Man» (Entwistle)                                         | 4:00     |  |
| 5.  | «Good and Evil» (Godfrey Townsend, Levi, Entwistle, Luongo)     | 5:31     |  |
| 6.  | «When You See the Light» (Luongo)                               | 4:01     |  |
| 7.  | «Back on the Road» (Entwistle)                                  | 4:06     |  |
| 8.  | «Left for Dead» (Levi, Entwistle, Luongo)                       | 3:53     |  |
| 9.  | «When the Sun Comes Up» (Townsend, Levi, Entwistle, Luongo)     | 4:12     |  |
| 10. | «Rebel Without a Car» (Entwistle, Luongo)                       | 3:37     |  |
| 11. | «Don't Be a Sucker» (Townsend, Entwistle, Luongo, Levi)         | 4:18     |  |
| 12. | «Endless Vacation» (Entwistle, Luongo, Hitt)                    | 3:20     |  |
| 13. | «I'll Try Again Today» (Entwistle, Luongo)                      | 3:56     |  |
| 14. | «Face the Fear» (Townsend, Entwistle, Luongo, Levi)             | 3:38     |  |

## Personal
- Alan St. Jon: teclados y voz
- Keith Moon: batería
- Godfrey Townsend: guitarra y coros
- John Entwistle: bajo y voz
- Steve Luongo: batería y percusión
- Leslie West: guitarra y coros